# Kortbyxor

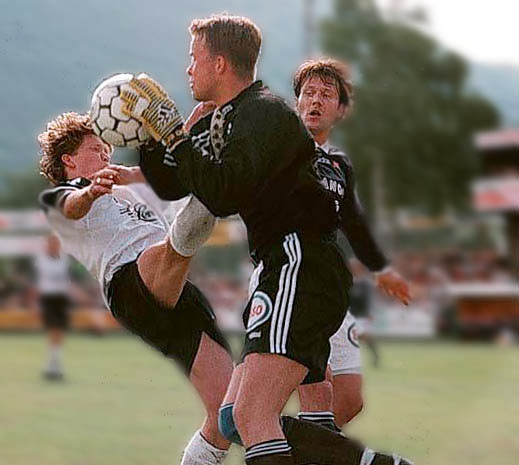
Fotbollsshorts

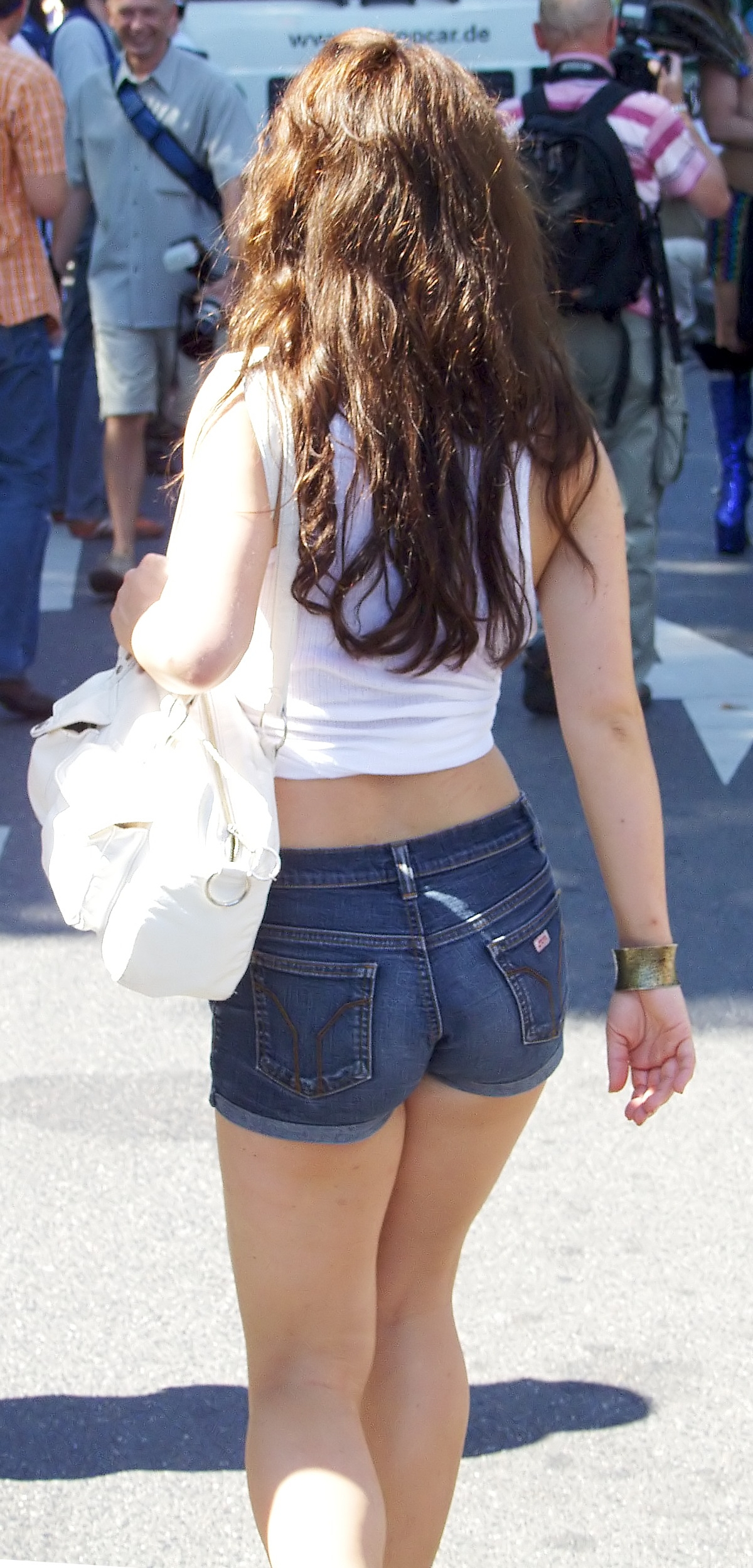
Kvinna i kortare jeansshorts.

Kortbyxor är byxor som bara täcker en del av benet och slutar ovanför knäet. I dagligt tal kallas de vanligen shorts, vilket är det engelska ordet för detta plagg.
Traditionellt användes kortbyxor främst av pojkar, men på senare år har plagget fått vidare spridning. Idag förekommer kortbyxor som modeplagg för damer och kan då kombineras med strumpbyxor eller leggings. Shorts har varit ett modeplagg sedan 1970-talet.
Många kortbyxor tillverkas av denim eller annat oömt bomullstyg och används framför allt för idrott och friluftsliv.
Ordet "kortbyxor" är belagt i svenska språket sedan 1814, medan ordet "shorts" finns i språket sedan 1934.

## Typer av kortbyxor
- Sportshorts används till olika typer av sporter. De används som fotbollsshorts eller till andra former av sporter men även som badshorts.

Även cykelbyxor slutar ofta ovanför knäna.
- Badshorts används huvudsakligen av pojkar och män; de kallas vanligen badbyxor.
- Boardshorts eller surfarshorts är längre kortbyxor som används av surfare men även av andra som badshorts.
- Bermudashorts eller bermudas är knälånga kortbyxor. Den lokala lagen på Bermudas under 1930-talet förbjöd att man visade låren varför bermudashortsen skapades.[5]
- Hotpants är mycket korta shorts för damer.
- Lederhosen är korta byxor gjorda av läder som brukas i tysktalande kulturområden, främst i Österrike, Schweiz och Bayern.

## Skillnad mot andra byxlängder
Byxor som är längre än kortbyxor men bara så långa att de täcker knäna men inte mer, kallas knäbyxor. Byxor som slutar en bit ned längs vaden kallas ibland för trekvartsbyxor, eftersom de täcker ungefär tre fjärdedelar av benen. Så kallade capribyxor är trekvartsbyxor, trots att de ibland kallas caprishorts. Byxor som går ända ned till fotleden är långbyxor.